# Éric Rückstühl
Pour les articles homonymes, voir Ruckstuhl.
Éric Rückstühl, né le 3 octobre 1956 à Suresnes (Hauts-de-Seine), est un dessinateur de bande dessinée français.

## Biographie
Ancien élève[Quand ?] des beaux-arts[Où ?], il commence à dessiner[Quand ?] dans la presse (Les Dépêches, Bien public), puis des dessins érotiques aux éditions Rombaldi et humoristiques chez Vents d'Ouest. En 1993 sort l'album Ghjuva aux éditions Albiana, puis la série Corsu, chez DCL éditions.
À partir de 2007, il dessine, en collaboration avec le scénariste Frédéric Bertocchini plusieurs séries historiques chez DCL éditionsn. Il illustre notamment une série de quatre tomes sur Pasquale Paoli et participe au lancement du magazine Cargo Zone, dirigé par Al Coutelis. Toujours avec Frédéric Bertocchini, Éric Rückstühl signe ensuite en deux tomes Le Bagne de la Honte (2011-2012) et participe à cinq reprises au collectif suisse BD Force, avec Marko. Il est aussi depuis 2010 auteur-graphiste dans la collection : Jules Verne et ses voyages pour une série de one shots consacrée aux romans de Jules Verne, scénarisée par Marc Jakubowski.

## Œuvres
- Un jour de soleil, un jour de lumière, une biographie en images des abbés Henri Godin, Jean Jourdain, Gabriel Maire via l'Association "Les Amis de Gabriel Maire" de Port-Lesney (Jura), scénario de Philippe Aubert, illustrations de Pierre Dubois, BD collaboratives avec Jean-Marie Woehrel et Gilbert Morandi
- Grimaud, éditions Soleil, non paru
- Ghjuva ou le secret de la Restonica, Ajaccio, éditions Albiana, 10 octobre 1996, 54 p. (ISBN 2-905124-15-6)
- Série Astrorire, collectif, collection 12 volumes 
  - signe Gémeaux , Editions Vents d'Ouest novembre 87 (ISBN 2-86967-054-2) édité erroné (BNF 34931715)
  - signe Poissons , Editions Vents d'Ouest novembre 87  (ISBN 286967 055-9)
  - signe Sagittaire  , Editions Vents d'Ouest septembre 87  (ISBN 286967 041-9)
  - signe Cancer  , Editions Vents d'Ouest juin 87  (ISBN 2-86967-030-3)
- Collection Cadorire, Les chats -  Editions Vents d'Ouest septembre 88  (ISBN 2-86967-078-8) (BNF 35106453)
- Corsu, DCL éditions, 1999-2007série fantastique en 5 tomes consacrée à la Corse
  - Le chasseur d'éclaircies nocturnes, Ajaccio, DCL éditions, août 1999, 54 p. (ISBN 2-911797-06-X)
  - La confrérie des ombres, Ajaccio, DCL éditions, avril 2001, 56 p. (ISBN 2-911797-43-4)
  - Stantara, l'homme debout, Ajaccio, DCL éditions, avril 2003, 57 p. (ISBN 2-911797-64-7)
  - Vizzavona, Ajaccio, DCL éditions, mars 2005, 55 p. (ISBN 2-911797-84-1)
  - Casabianca[4], Ajaccio, DCL éditions, mars 2007, 51 p. (ISBN 978-2-35416-000-5)
- Paoli, éditions DCL avec Frédéric Bertocchini - scénariosérie historique de trois albums  consacrée à la vie de Pascal PAOLI
  - Tome 1 : La jeunesse de Paoli : première édition, Ajaccio, éditions DCL avec Fréderic Bertocchini scénario, novembre 2007, 51 p. (ISBN 978-2-35416-006-7)
  - Tome 2 - Le Père de la Patrie - première édition, avec Frédéric Bertocchini (scénario), octobre 2008  (ISBN 978-2-3541-6015-9) .
  - Tome 3 - Ponte Novu, - première édition, avec Frédéric Bertocchini (scénario), septembre 2009.  (ISBN 978-2-3541-6023-4)
  - Tome 1 : La jeunesse de Paoli : deuxième édition, Ajaccio, éditions DCL avec Fréderic Bertocchini scénario, juillet 2016 (ISBN 978-2-35416-082-1)
  - Tome 2 - Le Père de la Patrie - deuxième édition, avec Frédéric Bertocchini (scénario), juillet 2016  (ISBN 978-2-3541-6083-8)
  - Tome 3 - Ponte Novu, - deuxième édition, avec Frédéric Bertocchini (scénario), juillet 2016  (ISBN 978-2-3541-6084-5)
  - Intégrale Luxe de Paoli - avec Frédéric Bertocchini (scénario), novembre 2018  (ISBN 978-2-3541-6090-6)
- Les pendus du Niolu - Tome 4 avec Frédéric Bertocchini (scénario), Juin 2019  (ISBN 978-2-3541-6094-4)
- Le Mystère du Dolmen, illustration de couverture, éditions Le Sphinx des glaces, 2009.
- Le Château des Carpathes, avec Marc Jakubowski (scénario), collection Les Mondes extraordinaires de Jules Verne, aux Editions Roymodus, 2010  (ISBN 978-2-9531681-3-6).
- Le Bagne de la honte[5], avec Frédéric Bertocchini (scénario), éditions DCL, .
  - Tome 1 : Castellucciu, avec Frédéric Bertocchini (scénario), éditions DCL, mars 2011  (ISBN 978-2-3541-6044-9).
  - Tome 2 : Francesca, avec Frédéric Bertocchini (scénario), éditions DCL, octobre 2011  (ISBN 978-2-3541-6045-6)
  - Intégrale du bagne de la honte, avec Frédéric Bertocchini (scénario), éditions DCL, août 2012  (ISBN 978-2-3541-6067-8)
  - Intégrale Luxe du bagne de la honte, avec Frédéric Bertocchini (scénario), éditions DCL,
- Le Secret du Totem, illustration de couverture, éditions Le Sphinx des glaces, 2012.
- Les Indes noires[6] avec Marc Jakubowski (scénario), collection Jules Verne et ses voyages, éditions Le Sphinx des glaces, 2013  (ISBN 978-2-9534-8562-2).
- Histoires corses[7], scénario de Frédéric Bertocchini, dessins de Marko, François Plisson, Éric Rückstühl, Michel Espinosa et Frédéric Federzoni, 2011  (ISBN 978-2-354-16051-7)
- Sampiero Corso éditions DCL, avec Frédéric Bertocchini (scénario), 
  - Tome 1 : Le colonel  avec Frédéric Bertocchini (scénario), éditions DCL, décembre 2012  (ISBN 978-2-3541-6057-9)
  - Tome 2 : Vannina, avec Frédéric Bertocchini (scénario), éditions DCL, juin 2014  (ISBN 978-2-3541-6069-2)
  - Intégrale de Sampiero Corso avec Frédéric Bertocchini (scénario), éditions DCL, juillet 2017  (ISBN 978-2-3541-6087-6)
- Le Trésor perdu, illustration de couverture, éditions Le Sphinx des glaces, 2014.
- Les Frères Corses, éditions DCL avec Frédéric Bertocchini (scénario) , adaptation du roman d'Alexandre Dumas en deux tomes 
  - Tome 1 : Le Paceru, éditions DCL avec Frédéric Bertocchini (scénario) , juillet 2015  (ISBN 978-2-3541-6072-2)
  - Tome 2 :  Le témoin , éditions DCL avec Frédéric Bertocchini (scénario) , juillet 2016  (ISBN 978-2-3541-6075-3)
- Gallochju , bandit d'honneur[8], éditions DCL avec Frédéric Bertocchini (scénario), juillet 2017  (ISBN 978-2-3541-6086-9)
- Le Village aérien avec Marc Jakubowski (scénario), collection Jules Verne et ses voyages, éditions Le Sphinx des glaces, septembre 2015  (ISBN 978-2-9534-8565-3 et 978-2-9534-8566-0).
- Robur le Conquérant avec Marc Jakubowski (scénario), collection Jules Verne et ses voyages, éditions Le Sphinx des glaces, octobre 2017  (ISBN 978-2-9534-8567-7).
- Un Drame en Livonie avec Marc Jakubowski (scénario), collection Jules Verne et ses voyages, éditions Le Sphinx des glaces, décembre 2019  (ISBN 978-2-9534-8568-4).
- Guide de la Corse en bandes dessinées [9],[10] - Collectif - Editions Petit à petit , mars 2019  (ISBN 979-10-95670-88-9)